# La Croix de Lorraine
Pour l’article homonyme, voir Croix de Lorraine.
Pour plus de détails, voir Fiche technique et Distribution.
La Croix de Lorraine (The Cross of Lorraine) est un film américain réalisé par Tay Garnett en 1943, produit par la Metro-Goldwyn-Mayer.

## Synopsis
Pendant la Seconde Guerre mondiale, deux soldats français, Paul et Victor, sont faits prisonniers et envoyés en Allemagne dans un camp de travail, dirigé par le sergent Berger. Ils s'en évadent et se réfugient dans un village voisin, où ils réussissent à dresser les habitants contre les Allemands.

## Fiche technique
- Scénario : Michael Kanin, Ring Lardner Jr., Alexander Esway et Robert D. Andrews, d'après une histoire de Lilo Damert et Robert Aisner et le roman A thousand shall fall de Hans Habe
- Photographie : Sidney Wagner
- Musique : Bronislau Kaper et (non crédité) Eric Zeisl
- Direction artistique : Cedric Gibbons et Daniel B. Cathcart
- Décors : Edwin B. Willis et Marc Alper
- Costumes masculins : Gile Steele
- Montage : Dan Milner
- Producteur : Edwin H. Knopf
- Film de guerre - Noir et blanc - 90 min

## Distribution
- Jean-Pierre Aumont : Paul
- Gene Kelly : Victor
- Cedric Hardwicke : Le père Sébastien
- Peter Lorre : Le sergent Berger
- Hume Cronyn : Duval
- Richard Whorf : François
- Joseph Calleia : Rodriguez
- Billy Roy : Louis
- Wallace Ford : Pierre
- Richard Ryen : Le lieutenant Schmidt
- Jack Lambert : Jacques
- Tonio Selwart : Le major Bruhl

Acteurs non crédités
- John Abbott : Baker
- Paul Langton : Un soldat